# Caposele
Caposele är en liten stad och kommun i provinsen Avellino i regionen Kampanien i södra Italien. Kommunen hade 3 430 invånare (2017) och gränsar till kommunerna Calabritto, Bagnoli Irpino, Lioni, Teora, Conza della Campania, Castelnuovo di Conza, Laviano samt Valva.
Staden skadades allvarligt i en jordbävning 1980.